# Théorème de Riesz-Fischer
Pour les articles homonymes, voir Théorème de Riesz.
En mathématiques, plus précisément en théorie de l'intégration, le théorème de Riesz-Fischer dit :
- qu'une fonction est de carré intégrable si et seulement si la série de Fourier correspondante converge dans l'espace L2 ;
- que l'espace Lp est complet.

Ces deux énoncés (avec p = 2 dans le second) ont été démontrés en 1907 par le Hongrois Frigyes Riesz et l'Autrichien Ernst Sigismund Fischer, : Riesz a démontré le premier énoncé et Fischer le second, à partir duquel il a redémontré le premier.

## Convergence de la série de Fourier
Le premier énoncé signifie que si la somme partielle de la série de Fourier correspondant à la fonction f est donnée par
{\displaystyle S_{N}f(x)=\sum _{n=-N}^{N}F_{n}\,e^{\mathrm {i} nx}},
où Fn est le n-ième coefficient de Fourier, donné par
{\displaystyle F_{n}={\frac {1}{2\pi }}\int _{-\pi }^{\pi }f(x)\,e^{-\mathrm {i} nx}~\mathrm {d} x},
alors
{\displaystyle \lim _{n\to \infty }\left\Vert S_{n}f-f\right\|=0},
où {\displaystyle \left\Vert \cdot \right\|} est la norme L2 qui peut s'écrire pour une fonction g
{\displaystyle \left\Vert g\right\|={\sqrt {\int _{-\pi }^{\pi }|g|^{2}}}}.
Inversement, si (an) est une suite de nombres complexes indexée par l'ensemble des entiers relatifs telle que
{\displaystyle \sum _{n=-\infty }^{\infty }\left|a_{n}\right\vert ^{2}<\infty },
alors il existe une fonction f de carré intégrable telle que les an sont les coefficients de Fourier de f.
Ce théorème généralise l'inégalité de Bessel et peut être utilisé pour démontrer l'égalité de Parseval pour les séries de Fourier.

## Complétude de l'espaceLp
Pour tout p > 0, l'espace métrique Lp est complet. Dans le cas usuel 1 ≤ p ≤ ∞, c'est par ailleurs un espace vectoriel normé, donc un espace de Banach ; en particulier si p = 2, c'est un espace de Hilbert.
On démontre au passage que pour p ≥ 1, toute suite de Cauchy dans Lp — autrement dit, a posteriori : toute suite convergente dans Lp — possède une sous-suite qui converge presque partout.